# Cendočiryn Cogtbátar
Cendočiryn Cogtbátar nebo Tsogtbaatar Tsend-Ochir, (* 16. března 1996) je mongolský zápasník – judista.

## Sportovní kariéra
V mongolské seniorské judistické reprezentaci se pohybuje od 2014 v superlehké váze. V roce 2016 se přímo kvalifikoval na olympijské hry v Riu s třetím nejvyšším bodovým ziskem z mongolských judistů. V červnu při nominaci způsobil jednu ze senzací, když si na úkor mistra světa Boldbátara nebo stříbrného z mistrovství světa Amartüvšina vybojoval účast na olympijských hrách. Svojí olympijskou premiéru však nezvládl, prohrál ve druhém kole s Korejcem Kim Won-činnem.

## Výsledky
| Olympijské hry    |    |    |     | úč. |  |  |  |  |  |  |  |  |  |  |  |  |  |  |  |  |  |
| Mistrovství světa | —  | —  | úč. |     |  |  |  |  |  |  |  |  |  |  |  |  |  |  |  |  |  |
| Mistrovství Asie  | —  | —  |     | 3.  |  |  |  |  |  |  |  |  |  |  |  |  |  |  |  |  |  |
| MS juniorů        | —  | 2. | 2.  |     |  |  |  |  |  |  |  |  |  |  |  |  |  |  |  |  |  |
| MS dorostenců     | 3. |    |     |     |  |  |  |  |  |  |  |  |  |  |  |  |  |  |  |  |  |